# Riscos de Engenharia
O seguro de riscos de engenharia tem o objetivo de garantir ao construtor,  indenização dos prejuízos causados por acidentes (eventos súbitos e imprevistos, na linguagem do seguro) durante execução das obras civis, instalação e montagem de máquinas e equipamentos, e quebra (acidental e repentina) de equipamentos de produção.
De forma geral serve como um elemento de apoio econômico, proporcionando segurança financeira ao investimento.
Existem várias modalidades para a contratação deste ramo de seguro, de acordo com a natureza dos riscos:
1. Obras Civis em Construção (OCC) – ampara o construtor contra os riscos de danos ou destruição das obras de Engenharia Civil, dos equipamentos e/ou das máquinas utilizadas na construção durante o período da obra e, caso contratado, do período de manutenção.
2. Instalação e Montagem (IM) – ampara as empresas montadoras, construtoras ou os proprietários dos bens em qualquer tipo de indústria contra os riscos de quaisquer acidentes dos quais possam resultar danos ou destruição das montagens e instalações (máquinas, instalações, estruturas de aço de qualquer natureza, etc.), durante todo o período de montagem e testes e, caso contratado, do período de manutenção.
3. Obras Civis em Construção e Instalação e Montagem (OCC/IM)
4. Quebra de Máquinas (QM) – oferece proteção contra danos causados por avarias internas ou acidentes externos em qualquer tipo de máquina em funcionamento normal.
5. Equipamentos Eletrônicos (EE) - modalidade de Quebra de Máquinas específica para equipamentos eletrônicos (baixa voltagem), oferece proteção contra todos os riscos de danos internos e internos nas instalações eletrônicas e de informática.

De forma geral é necessária a inspeção prévia dos riscos por profissionais habilitados, assim como a análise dos cronogramas físico-financeiros das construções, instalações e/ou montagens a segurar.
Complementarmente, um adequado gerenciamento de riscos poderá recomendar as coberturas de:
- Lucros Cessantes decorrentes de Quebra de Máquinas – oferece proteção para as perdas econômicas em decorrência de um evento de Quebra de Máquinas; e
- Riscos Operacionais - modalidade específica para os grandes riscos, contra danos internos e externos, facilitando o seu gerenciamento uma vez que compreende, em uma única apólice, todos os riscos operacionais (conceito de all risks). É aplicável para grandes complexos industriais onde o risco de Incêndio, Raio e Explosão não é predominante e com valores em risco acima de USD 80,000,000 (oitenta milhões de dólares).